# Andrzej Frycz Modrzewski
Andrzej Frycz Modrzewski, född 20 september 1503 i Wolbórz, död där 1572, var en polsk författare. 
Modrzewski blev 1519 baccalaureus vid universitetet i Kraków och gjorde studieresor i Ungern och Osmanska riket. Mot dödsstraffet och för likhet inför lagen skrev han sina fyra Orationes de poena homicidii (tryckta 1543, 1545 och 1564). I Oratio Philalethis peripatetici ivrade han för, att borgare skulle få förvärva egen jord, och i Oratio de legatis ad concilium Tridentinum mittendis (1545) yrkade han på, att det polska folkets kyrkliga krav skulle tillgodoses. Härigenom ådrog han sig Sigismund I:s uppmärksamhet och användes i många diplomatiska uppdrag, till bland annat Danmark, Karl V och Albrekt av Preussen. 
För sitt märkliga arbete Commentariorum de republica emendanda libri quinque (1551–55, översatt till polska, franska, spanska och tyska) ådrog han sig de romersk-katolska myndigheternas misshag och stämplades som kättare. Lika självständig och oböjlig var han i sina polemiska skrifter mot Stanisław Orzechowski, Narratio simplex (1561) och Orichovius (1563). Han bannlystes av påven Pius V och författade av denna anledning två religiösa försvarsskrifter, som utkom 20 år efter hans död med titeln A.F. Modrevii Silvæ quatuor.